# 旭川鷹栖インターチェンジ
旭川鷹栖インターチェンジ（あさひかわたかすインターチェンジ）は、北海道旭川市にある道央自動車道のインターチェンジである。料金所は旭川市にあるが、ランプウェイは上川郡鷹栖町にある。
東日本高速道路北海道支社旭川管理事務所所在地。北海道警察旭川方面本部旭川機動警察隊高速道路交通警察隊を併設している。
ここから士別剣淵方面は暫定2車線となる。

## 歴史
- 1990年（平成02年）10月30日：深川IC - 旭川鷹栖IC間が開通（暫定2車線）。
- 2000年（平成12年）10月4日：旭川鷹栖IC - 和寒IC間が開通[4]。
- 2003年（平成15年）9月30日：深川IC - 旭川鷹栖IC間の4車線化が完了[5]。
- 2018年（平成30年）12月 : IC番号を「10」から「44」に変更[注 1]。
- 2021年（令和03年）8月31日：一般レーン（出口）に料金精算機を設置[8]。

## 周辺
- 嵐山公園
  - アイヌ文化の森・伝承のコタン[9]
  - 北邦野草園
- イオンモール旭川西
- 近文駅（JR北海道・函館本線）
- 旭川運転免許試験場
- 陸上自衛隊近文台分屯地
- 春光台公園

## 接続する道路
- E5 道央自動車道（44番）

- 直接接続
  - 北海道道146号旭川鷹栖インター線
  - 北海道道1125号嵐山公園線

- 間接接続
  - 国道12号（旭川新道）

## 料金所
- ブース数：6

### 入口
- ブース数：2
  - ETC専用：1
  - 一般：1

### 出口
- ブース数：4
  - ETC専用：2
  - 一般：2

## 隣
E5 道央自動車道
(43)深川IC - 音江PA - (44)旭川鷹栖IC - (45)旭川北IC